# Cales noacki
Cales noacki és una espècie d'himenòpter apòcrit de la família dels afelínids (Aphelinidae). Originari del Brasil va ser trobat parasitant espècies del gènere Orthezia.

## Història
Amb la seua difusió durant la dècada dels 70 per Amèrica i Europa va ser estudiat més detalladament, així és com es va descobrir que tenia altres hostes, coma ara: la mosca prieta dels cítrics (Aleurocanthus woglumi), la mosca blanca cotonosa (Aleurothrixus floccosus), mosca blanca dels cítrics (Aleurothrixus porteri) i un coccoïdeu, Pseudanlacaspis pentagona, a més es va trobar a Imperia (Itàlia) parasitant ous del lepidòpter Phalera bucephala.
A l'Estat espanyol es van introduir en 1970 tres paràsits que havien tingut bona eficàcia a Califòrnia i Mèxic, Cales noacki, Eretmocerus paulistus i Amitus spiniferus (Ministeri d'Agricultura, 1975), sent el primer el que va aconseguir una aclimatació més ràpida. Les soltes es van realitzar a Màlaga, observant-se un any després un notable descens de la mosca blanca cotonosa (A. floccosus). L'eficàcia d'aquest paràsit contínua sent molt bona, exercint un control biològic d'aquesta espècie. Però a la tardor de 1983 es va trobar a Montcada (Horta Nord) parasitant estadis larvaris de mosca blanca dels hivernacles (Trialeurodes vaporariorum), que s'havien desenvolupat en plantes de la verbenàcia Lantana camara, així com en la malvàcia hibisc de la Xina (Hibiscus rosa-sinensis), havent-se observat gran nombre de larves i nimfes de C. noacki, de les quals van emergir mascles i femelles.

## Descripció
Els adults són molt xicotets (1 mm) i de color groc ataronjat. El mascle es diferencia de la femella perquè té les antenes plomoses. Els adults són fàcils d'observar en els paranys grocs, on cauen amb facilitat.

## Biologia
És un endoparàsit solitari, el parasitisme del qual sobre la mosca blanca (Trialeurodes vaporariorum) s'ha vist que és semblant al que realitza sobre la mosca blanca cotonosa (Aleurocanthus floccosus), és a dir pon l'ou en les larves de l'aleuròdid en el segon, tercer i quart estadi larval, moment en què el fitòfag deixa d'alimentar-se del substrat vegetal, encara que sembla tindre principalment preferència pel segon estadi larval. Passats uns dies des de la posta, fa eclosió una larva àpoda que s'alimenta en la cavitat general de l'insecte, acabant per consumir tots els teixits de la mosca blanca i respectant tan sols el tegument corresponent a l'estat que va ser parasitat, on el paràsit efectuarà la nimfosi quan assolisca el seu màxim desenvolupament larval. Aquest tegument conserva el seu color característic, encara que queda lleugerament bombat i amb una tonalitat groga mel. Quan la nimfa ha completat la seua evolució comença l'emergència de l'imago, per a això forada el tegument del seu hoste. Les seues poblacions disminueixen durant l'estiu si les temperatures són molt altes.

## Control de plagues
Les poblacions de la mosca blanca cotonosa es troben quasi sempre ben controlades per aquest endoparasitoide, el qual és molt eficaç i abundant, sempre que no s'interferisca la seua acció amb tractaments fitosanitaris inadequats contra la mosca blanca cotonosa o contra una altra espècie plaga de cítrics. En algunes zones, A. floccosus apareix parasitat a més de per C. noacki, per Amitus spiniferus, realitzant tots dos insectes una labor complementària en el control d'aquesta mosca blanca.
Sobre les poblacions de la mosca blanca cotonosa al País Valencià durant la dècada dels anys 1990-2000, troben que C. noacki és un paràsit comú i abundant en totes les parcel·les, sobretot a la tardor, amb percentatges de parasitisme elevats i que arriben en alguna ocasió al 100%. Del paràsit d'A. spiniferus s'han detectat poblacions elevades en algunes parcel·les del nord de la província d'Alacant i sud de València.